# 中华管蛛
中华管蛛（学名：Trachelas sinensis）为圆颚蛛科氣管蛛属的动物。在中国大陆，分布于江西等地，多栖息于茶园以及灌木丛。该物种的模式产地在江西。其种加词“sinensis”意为“中华的”。